# Vindevogel
De familienaam Vindevogel is een samentrekking van de woorden vogel en het Middelnederlandse woord "vinne" dat vlerk of vleugel betekent. De naam kan dus verklaard worden als "vogel met vleugels" of "vlugge vogel".
In het Kortrijkse dialect heeft het woord "vindeveugel" de betekenis "iemand die je nooit thuis vindt".

## Variaties
Vintevogel,Vindevoghel, Vindevoochel, Findevoghel,etc

## Bekende naamdragers
- Jozef-Xavier Vindevogel, Belgisch kunstschilder
- Karel Vindevogel
- Leo Vindevogel, Belgisch burgemeester te Ronse en collaborateur